# شهرداری ایواننا گوریکا
شهرداری ایواننا گوریکا (به لاتین: Municipality of Ivančna Gorica) یک منطقهٔ مسکونی در اسلوونی است که در اسلوونی واقع شده‌است. شهرداری ایواننا گوریکا ۲۲۷ کیلومتر مربع مساحت و ۱۶٬۲۷۶ نفر جمعیت دارد.